# Évolution territoriale de l'Inde
Cet article recense l'évolution territoriale de l'Inde, de façon chronologique. Il liste les modifications internes ou externes du pays, depuis son indépendance en 1947.

## Chronologie

### Indépendance

Schéma de la partition du Raj britannique le 15 août 1947.

15 août 1947Fin du Raj britannique et partition des Indes. Les provinces d'Inde britannique deviennent immédiatement partie de l'Inde ou du Pakistan. Les États princiers sont encouragés à rejoindre l'un ou l'autre des deux pays.
Octobre 1947La France cède à l'Inde ses loges de Machilipatnam, Kozhikode et Surate.
26 octobre 1947À la suite de l'invasion d'une partie de son territoire par des tribus soutenues par le Pakistan, la principauté de Jammu-et-Cachemire intègre formellement l'Inde et devient le Jammu-et-Cachemire. La nouvelle entité est partitionnée de facto entre les deux pays.
9 novembre 1947L'Inde occupe Junâgadh à la suite de sa demande d'intégrer le Pakistan. Junagadh revient sur cette demande le lendemain et intègre l'Inde.
15 février 1948Manavadar casse son accession au Pakistan et intègre l'Inde.
7 avril 1948Les États princiers de Dujana, Loharu et Pataudi intègrent le Pendjab-Oriental
15 avril 1948Formation de l'Himachal Pradesh à partir de 28 anciens États princiers.
18 mai 1948Les États princiers de Saraikela et Kharsawan intègrent le Bihar.
1er avril 1949L'État princier de Sandur intègre l'État de Madras.
1er août 194924 États princiers intègrent l'Orissa.
15 octobre 1949Le Tripura intègre l'Inde.
15 octobre 1949Manipur intègre l'Inde
1er janvier 1950L'État princier du Cooch Behar intègre le Bengale-Occidental.
24 janvier 1950Les Provinces-Unies deviennent l'Uttar Pradesh.

### Constitution
26 janvier 1950Entrée en vigueur de la Constitution de l'Inde. Les États sont divisés en type A, B, C et D suivant leur type de gouvernement.
2 mai 1950La France cède Chandernagor à l'Inde.
5 décembre 1950Le Sikkim devient un protectorat indien.
7 octobre 1953Chandigarh devient la capitale du Pendjab.
1er octobre 1953Création de l'Andhra à partir de Madras.
1954Bilaspur est intégré dans l'Himachal Pradesh.
1er novembre 1954Transfert de facto à l'Inde des quatre comptoirs français de Pondichéry, Yanaon, Mahé et Karikal. Le transfert de jure n'est effectué qu'en 1962, lorsque le parlement français ratifie le traité avec l'Inde.
2 octobre 1955Chandernagor est intégré au Bengale-Occidental.
1956Hyderabad devient la capitale de l'Hyderabad.

### Réorganisation

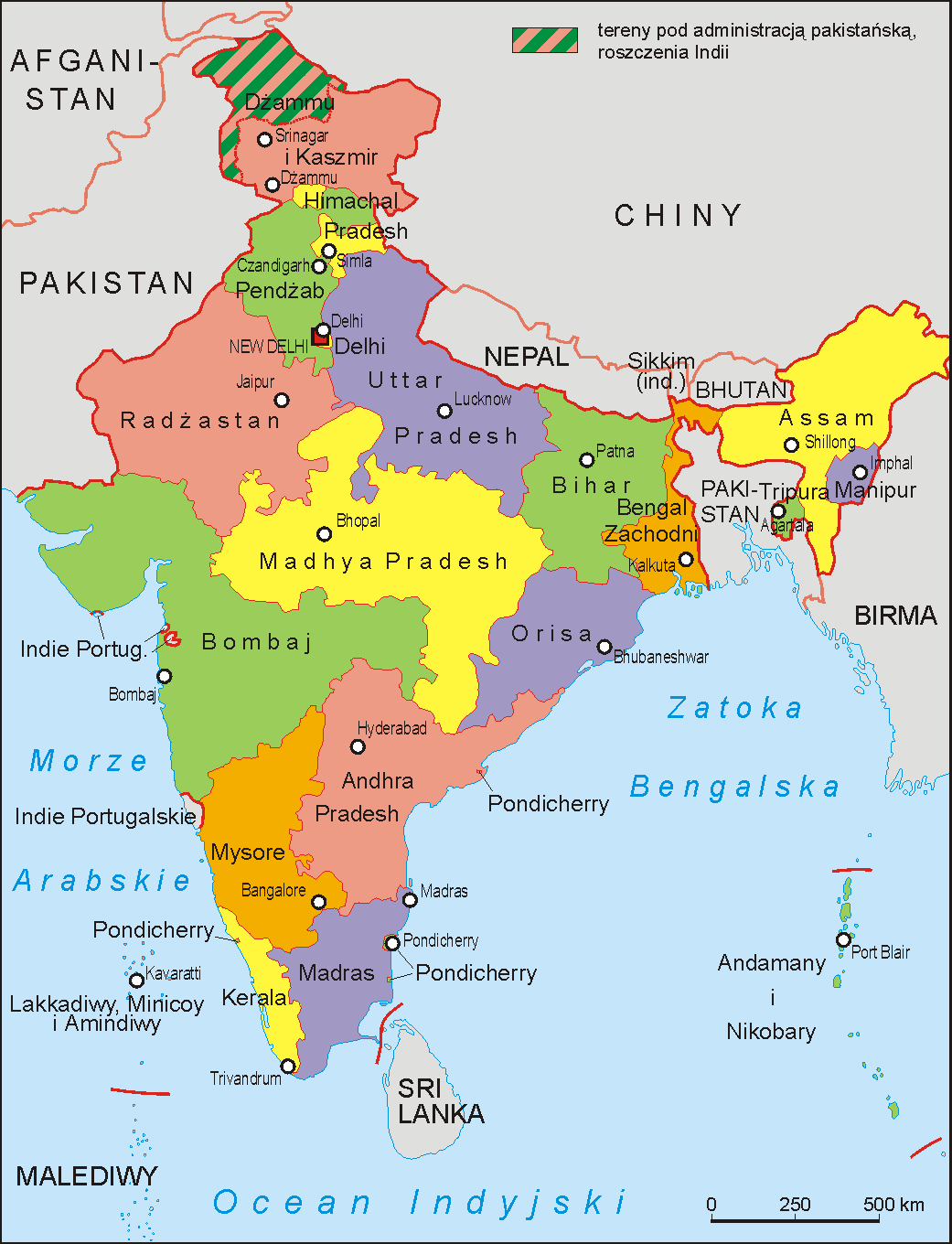
Carte administrative de l'Inde après le States Reorganisation Act, le 1er novembre 1956.

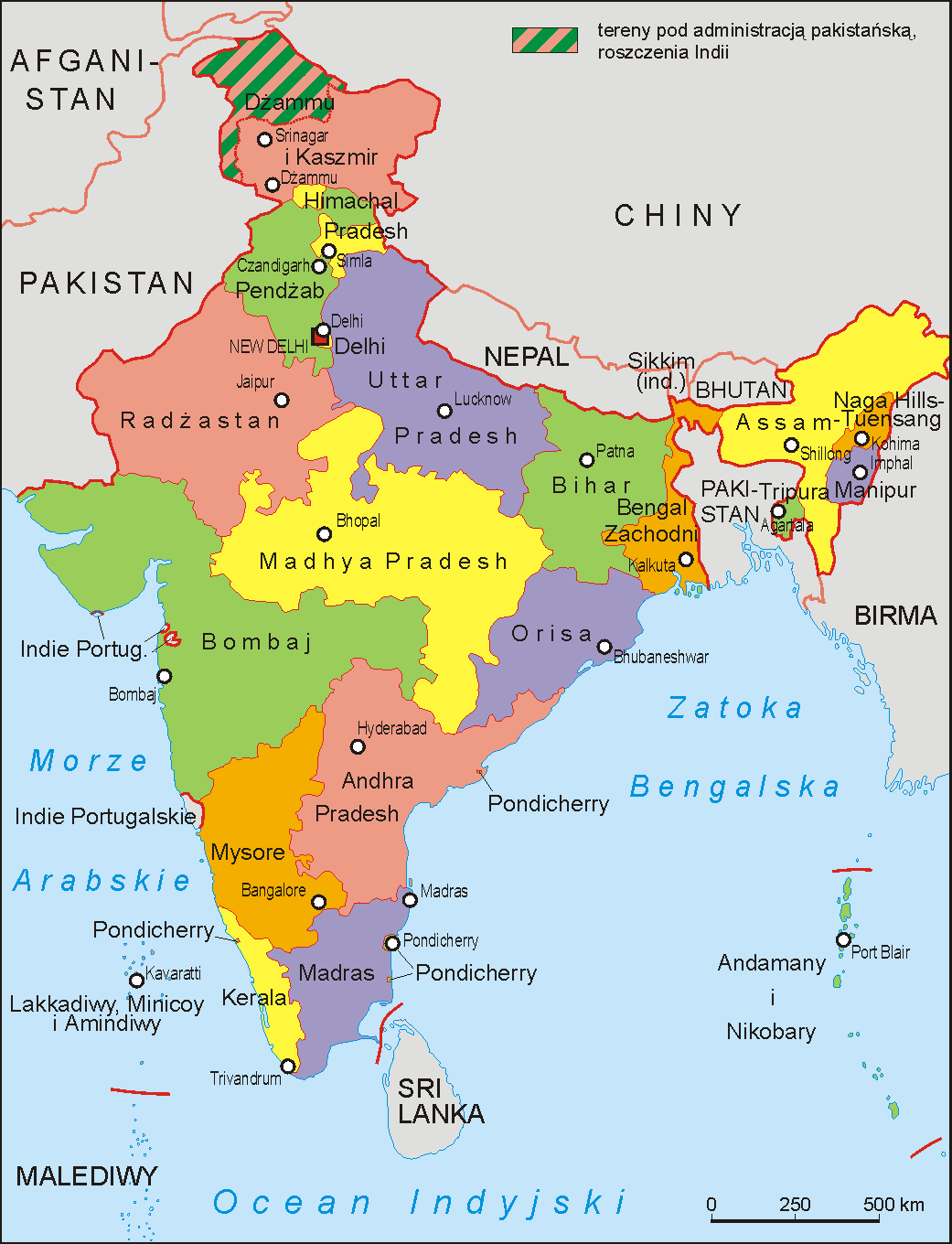
Inde, le 1er décembre 1957.

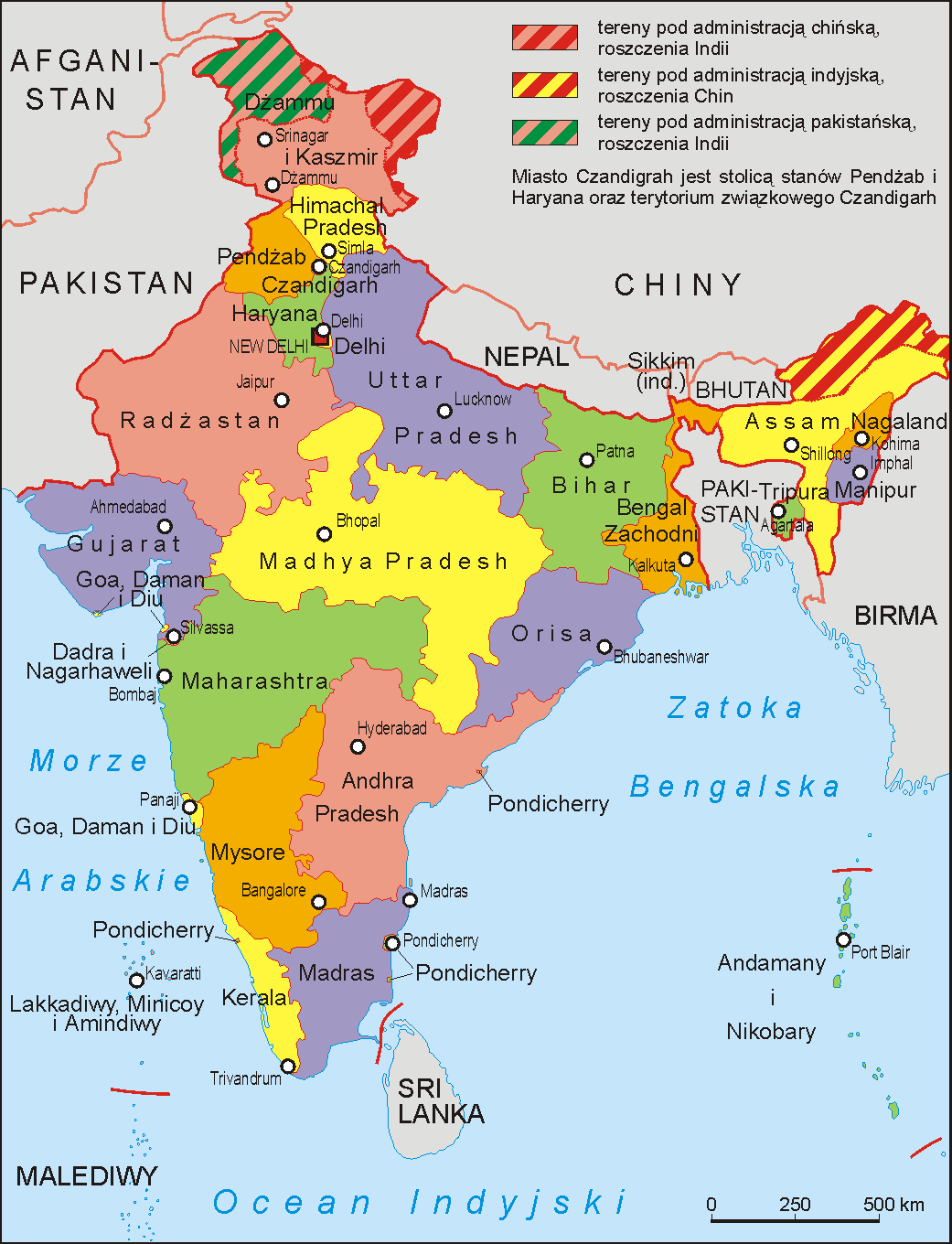
Inde, le 1er novembre 1966.

1er novembre 1956Entrée en vigueur du States Reorganisation Act. La distinction entre État de type A, B et C est abolie et les États sont largement réorganisés sur des critères linguistiques.
1er décembre 1957Les districts de Naga Hills et de Tuensang sont détachés de l'Assam. L'entité résultante, la Naga Hills Tuensang Area, devient un territoire de l'Union.

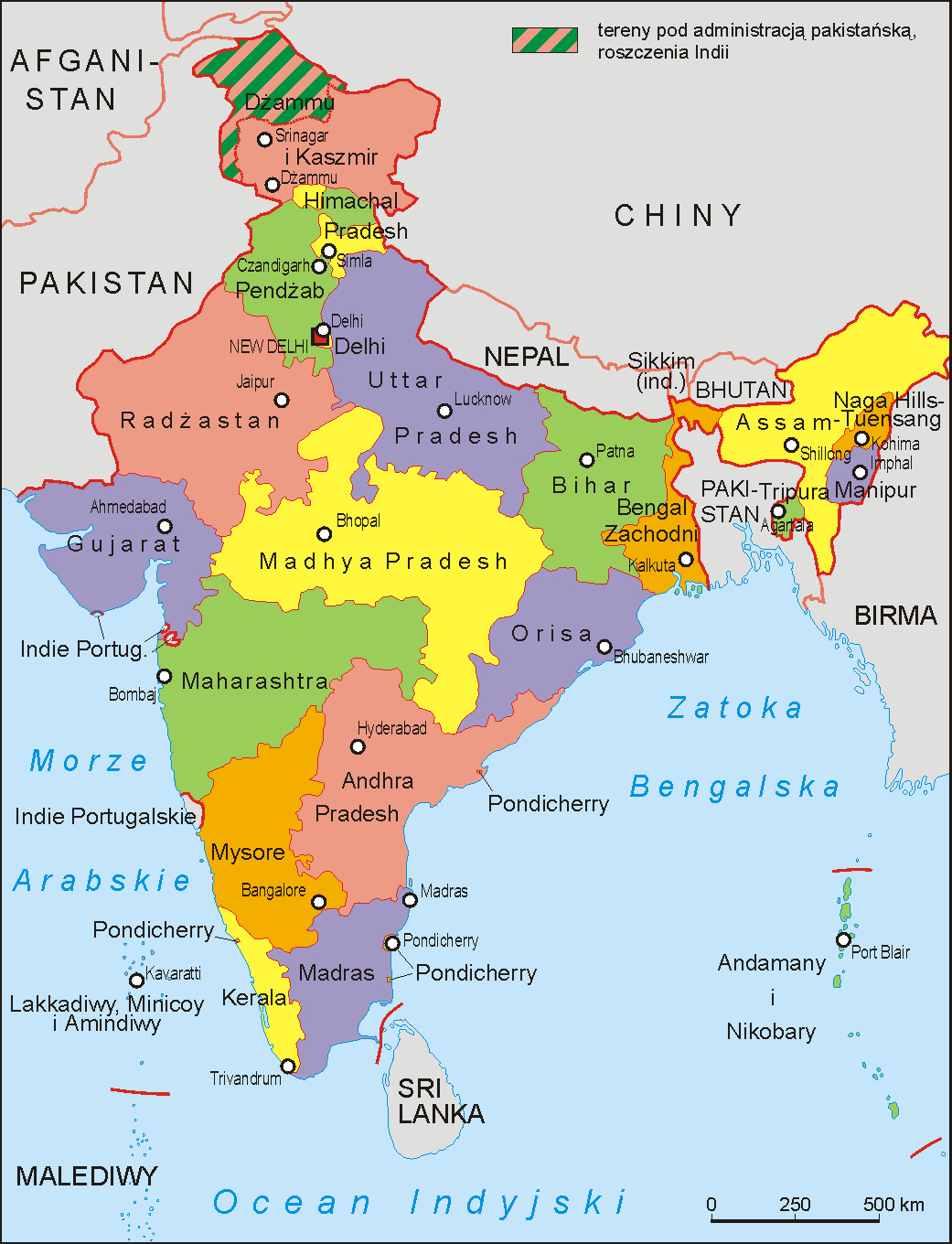
Inde, le 1er mai 1960.

1er mai 1960L'État de Bombay est divisé en deux États : Goudjarat et Maharashtra. Le Maharashtra intègre également une partie du Madhya Pradesh et tout l'Hyderabad.
11 août 1961L'ancien comptoir portugais de Dadra et Nagar Haveli devient formellement un territoire de l'Union.

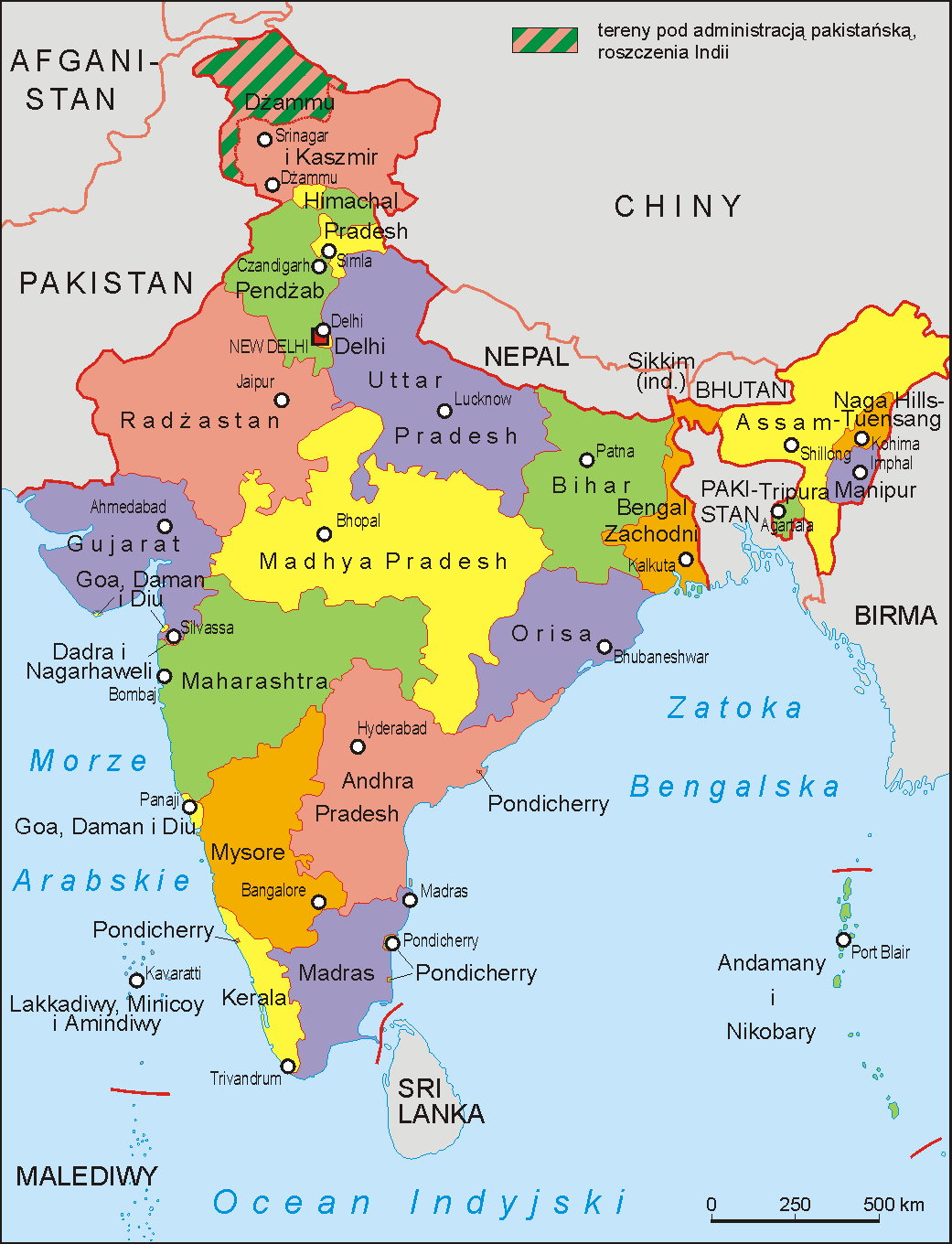
Inde, le 20 décembre 1961.

20 décembre 1961Les comptoirs portugais restant sont annexés par l'Inde et forment le territoire de Goa, Daman et Diu.
1er décembre 1963La Naga Hills Tuensang Area devient l'État de Nagaland.
1er novembre 1966Le Pendjab est divisé en plusieurs entités : un État du Pendjab plus petit, le nouvel État d'Haryana, le territoire de Chandigarh et une zone annexée à l'Himachal Pradesh.
1969L'État de Madras devient le Tamil Nadu.
2 avril 1970Le Meghalaya est détaché de l'Assam et se voit doté d'un statut de semi-autonomie.
25 janvier 1971Le territoire d'Himachal Pradesh devient un État.
20 janvier 1972

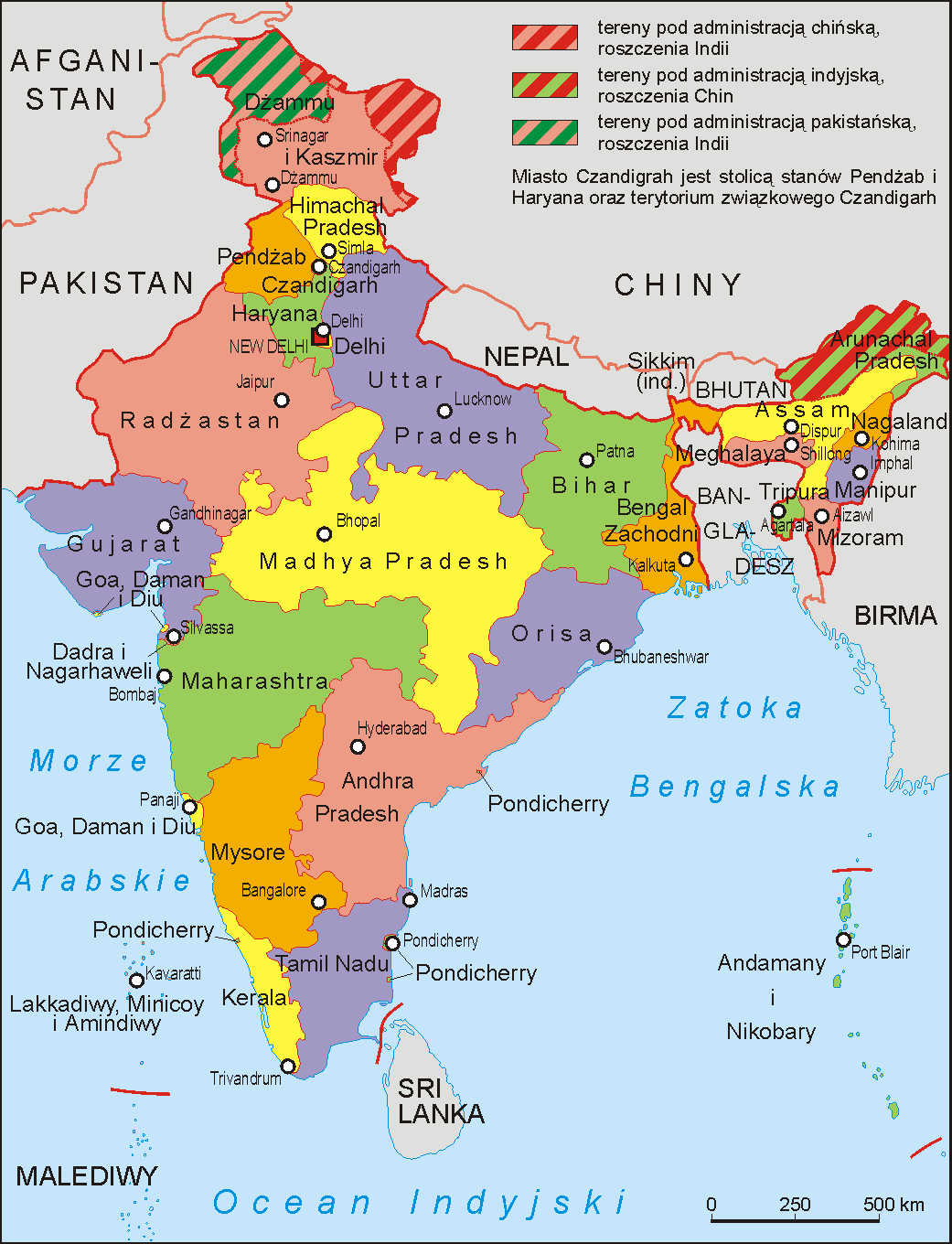
Inde, le 20 janvier 1972.

- Les territoires d'Arunachal Pradesh et de Mizoram sont détachés de l'Assam
- Le territoire de Meghalaya devient un État

21 janvier 1972Les territoires de Manipur et Tripura deviennent des États.
1er novembre 1973
- Le Mysore devient le Karnataka
- Les îles Laquedives, Minicoy et Amindivi deviennent les Lakshadweep

26 avril 1975Le Sikkim intègre l'Union indienne.

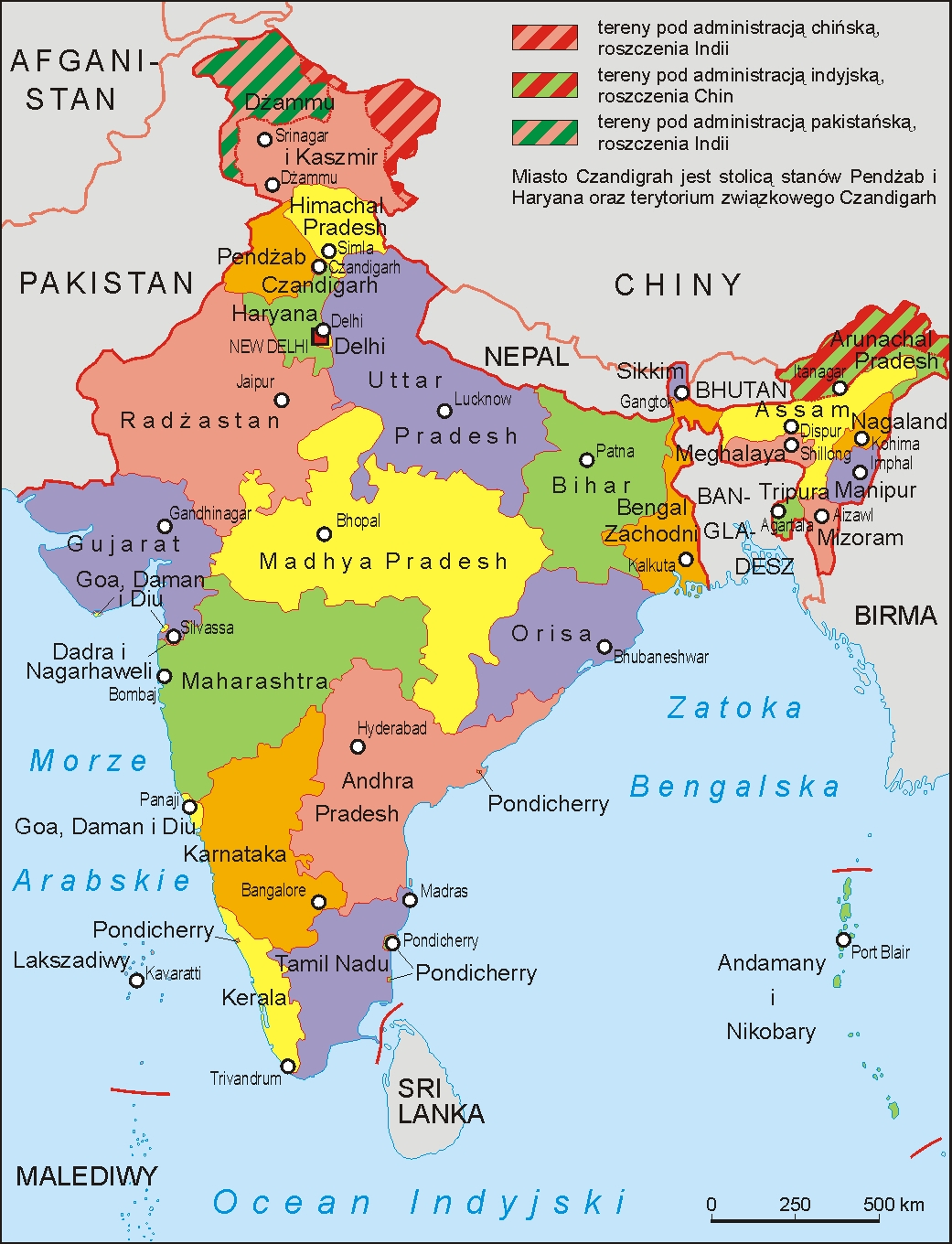
Inde, le 26 avril 1975.

20 février 1987Les territoires d'Arunachal Pradesh et Mizoram deviennent des États.
30 mai 1987Goa, Daman et Diu sont partagés entre le nouvel État de Goa et le territoire de Daman et Diu.
1er février 1992Le territoire de Delhi devient le Territoire de la Capitale nationale de Delhi.
1er novembre 2000Création du Chhattisgarh par séparation du Madhya Pradesh.
9 novembre 2000Création de l'Uttaranchal par séparation de l'Uttar Pradesh.

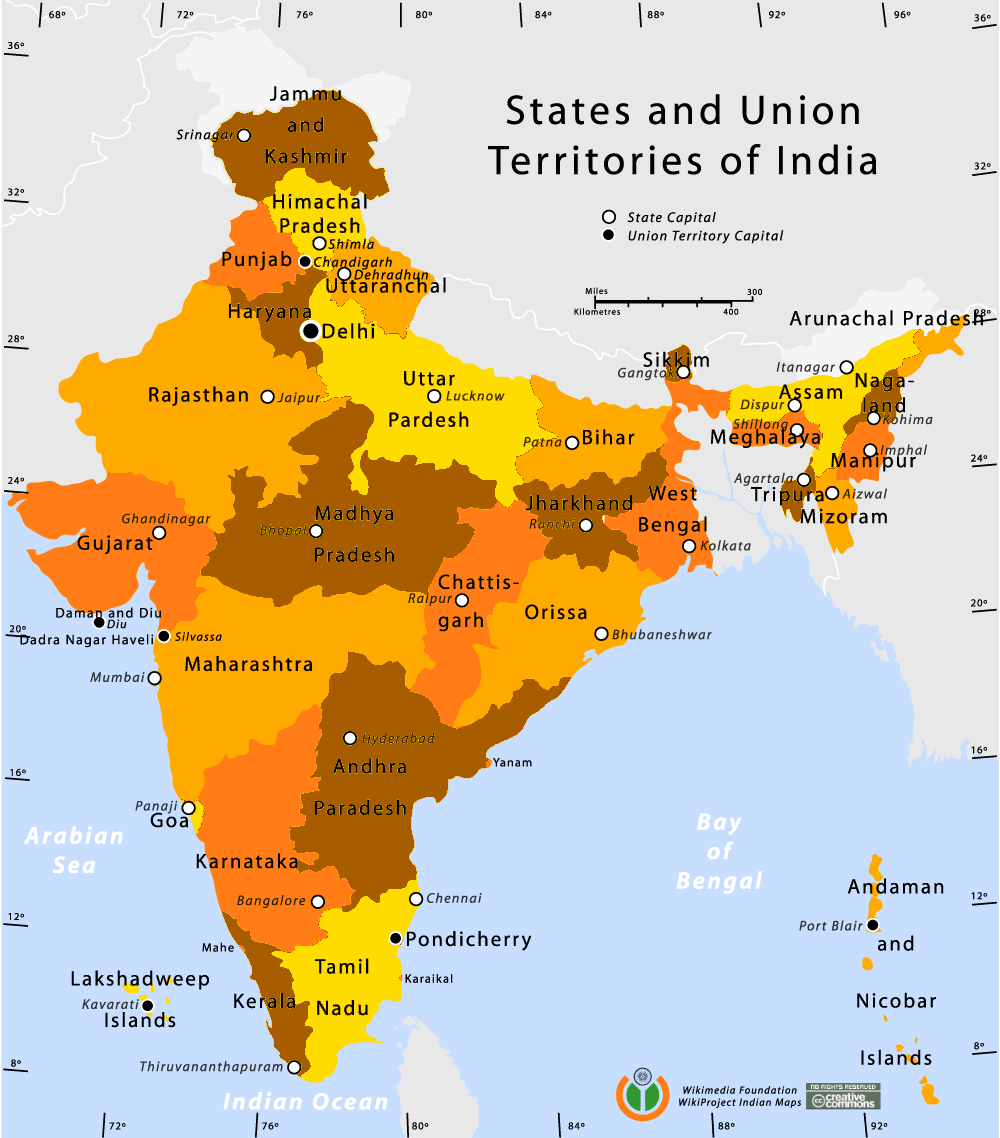
Inde, 15 novembre 2000.

15 novembre 2000Création du Jharkhand par séparation du Bihar.
2 juin 2014Création du Telangana par séparation de l'Andhra Pradesh.
31 octobre 2019L'État de Jammu-et-Cachemire est transformé en territoire de l'Union, duquel est détaché — avec le même statut — le Ladakh.